# Navarrete, La Rioja
Navarrete, La Rioja tỉnh và cộng đồng tự trị La Rioja, phía bắc Tây Ban Nha. Đô thị này có diện tích là 28,49 ki-lô-mét vuông, dân số năm 2009 là 2856 người với mật độ 100,25 người/km². Đô thị này có cự ly 11 km so với Logroño.